# 大嶋ナメクジウオ生息地

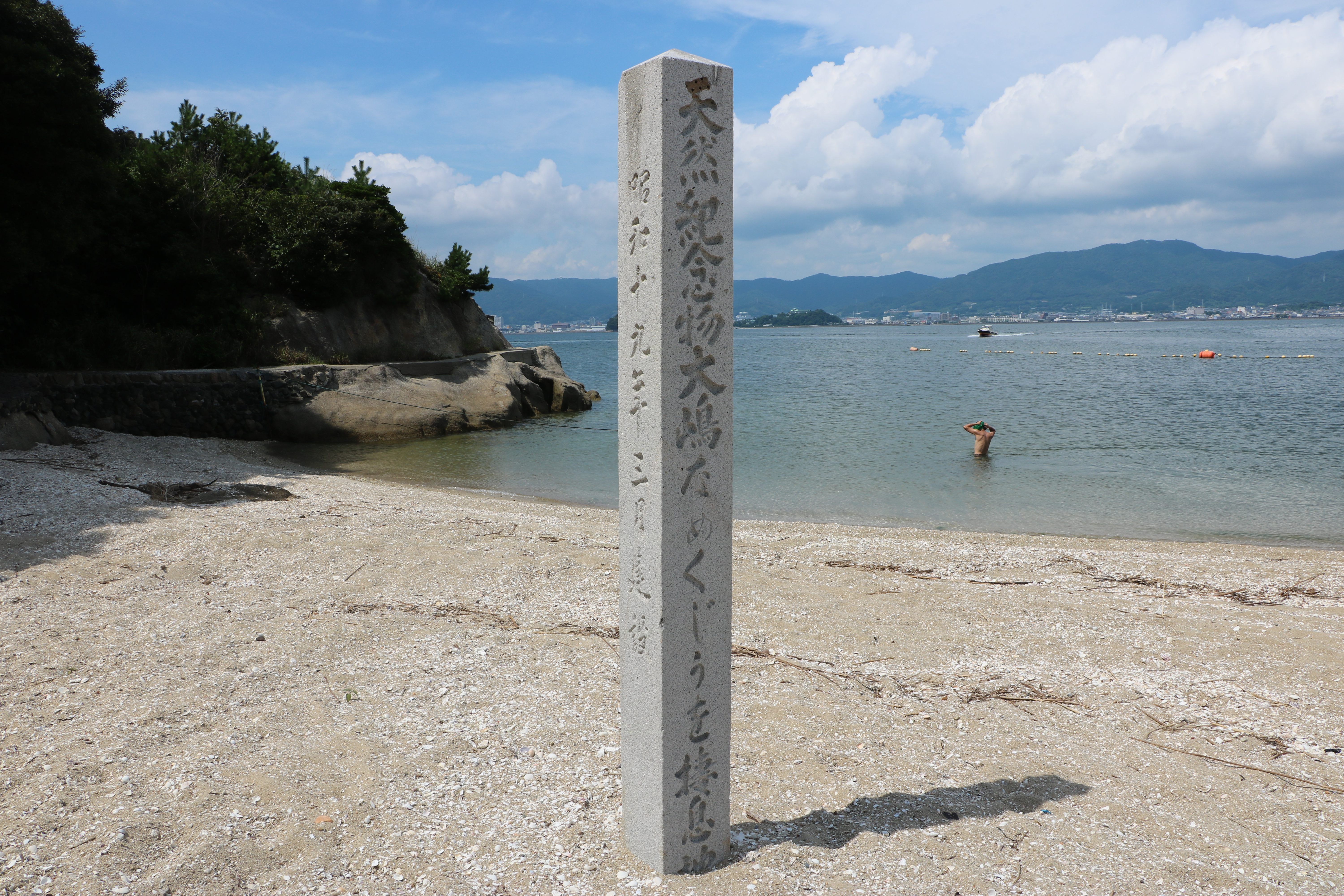
大嶋ナメクジウオ生息地の天然記念物指定石碑。昭和19年3月建設「天然紀念物大嶋なめくじうを棲息地」と刻まれている。
三河大島の東北端の砂浜に設置されている。2022年8月8日撮影。

大嶋ナメクジウオ生息地（おおしまナメクジウオせいそくち）は、愛知県蒲郡市の三河湾に浮かぶ三河大島にある、国の天然記念物に指定されたナメクジウオの生息地である。
ナメクジウオ（蛞蝓魚）は体長4 cm（センチメートル）から5 cm ほどの小型の海産生物で、その名称や形状から魚類を連想させるが、基部で分岐した脊索動物である頭索動物に属する。天然記念物の指定名称に含まれているナメクジウオであるが、その後従来ナメクジウオとされた Branchiostoma belcheri とは別種と判明し、また総称としての「ナメクジウオ」と区別するため、現在ではヒガシナメクジウオ Branchiostoma japonicum と呼ばれる。
ヒガシナメクジウオは、潮間帯から水深約75 m（メートル）までの、粗い砂で出来た有機物の少ない海底に潜って生活しており、日本はその分布の東端に位置する。日本国内でこれまでにヒガシナメクジウオの生息が確認された地点として、太平洋側での最北は岩手県三陸海岸の山田湾、日本海側の最北は京都府の丹後半島沖合での事例があるが、一般的な生育域のほとんどは房総半島から鹿児島県にかけた太平洋側沿岸と瀬戸内海の海域である。ヒガシナメクジウオ（以下、ナメクジウオと記載する）の生息地として国の天然記念物に指定されているのは2か所で、広島県三原市の有竜島南西部の砂州が1928年（昭和3年）に「ナメクジウオ生息地」として指定され、本記事で解説する三河大島の生育地が 1941年（昭和16年）3月27日に「大嶋ナメクジウオ生息地」の名称で国の天然記念物に指定された。
天然記念物としての指定範囲は、三河大島東岸にある小規模な砂州が発達した海水浴場（通称、サンライズビーチ）一帯であるが、三河湾全域水質の富栄養化や、ナメクジウオが好む粗い砂質海底が泥質化するなど、生育環境の悪化により生息数は著しく減少している。ごくまれに三河湾から伊勢湾の湾口にかけて、採集されることがあるものの、指定地の三河大島では1968年（昭和43年）に2個体が採集されたのを最後に、それ以降の同島における確認や採集の報告例はない。
生物学者をはじめ、蒲郡市教育委員会や地元関係者らによる生息調査が数年おきに行われているが、これまでのところ三河大島の指定地での再発見には至っておらず、2009年（平成21年）に愛知県環境部が作成したレッドデータブックでは、指定地である三河大島を含む三河湾内での再生産は無論、浮遊幼生の一時的な着底も、ほとんど不可能であると記載されている。

## 解説

### 発見の経緯と天然記念物の指定

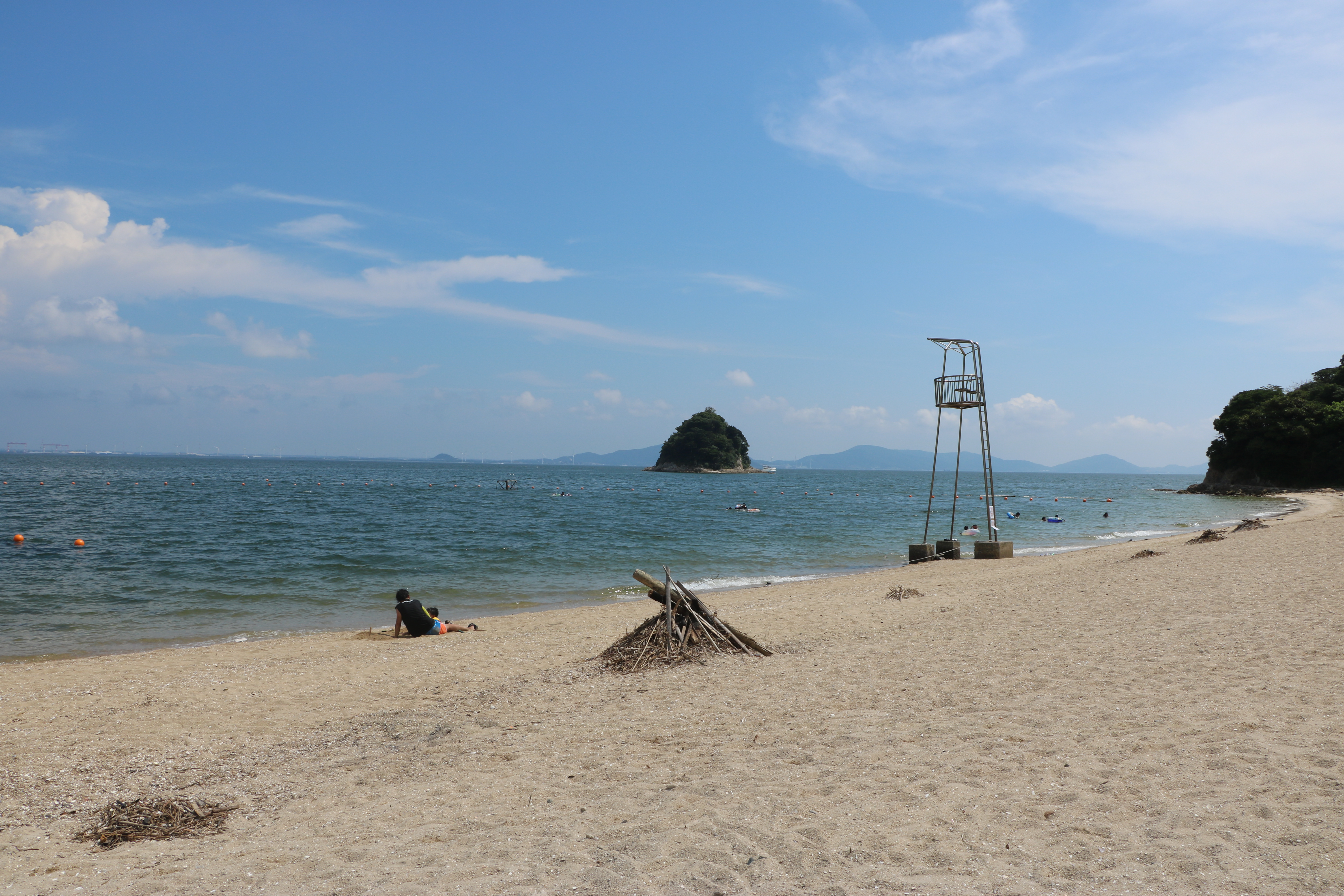
大嶋ナメクジウオ生息地指定域の東浜（サンライズビーチ）海水浴場。昭和初期の絵葉書とほぼ同位置。2022年8月8日撮影。

三河大島でナメクジウオが発見されたのは1934年（昭和9年）の夏で、発見者は当時の豊橋中学校（現、愛知県立時習館高等学校）教諭の竹内金六であった。竹内は生物採集のため同年7月25日に三河大島へ渡り、潮の引いた東海岸の潮間帯でフクロイソメ（ツバサゴカイ）を探していると、砂の中から突然ナメクジウオが飛び出してきたという。ナメクジウオが飛びだしてきた場所は、三河大島東北岸の潮流が絶えず流れる花崗岩が砕かれて出来た粗い砂の砂州で、結局この日に23匹のナメクジウオが採集された。竹内の日記によれば翌1935年（昭和10年）6月2日には「11時半ころよりなめくじうおを14尾とらへたり」と記されており、当時の三河大島ではナメクジウオが豊富に生息していたと考えられている。
こうした経緯により三河大島ではナメクジウオが常時生息しているものとされ、1941年（昭和16年）3月27日に、文部省告示第350号「大嶋なめくじうを棲息地」として国の天然記念物に指定された。場所は三河大島東側の、当時も夏季の海水浴場として使用されていた全長約400 m の砂浜海岸で、指定範囲は三河大島東北突端「穴ノ前」より南岸中央の突端「伯母ノ鼻」に至る海岸線の、満潮時汀線より100 m 以内の海面と定められた。同年、文部省が作成した『史跡名勝天然記念物 第16集』では「本棲息地ハ…　…分布ノ北限に當ル」とされているが、当時ここより北の産地がすでに知られていたため、生物学者の西川輝昭は「多産の北限」の意味が含まれていたのだろうと指摘している。

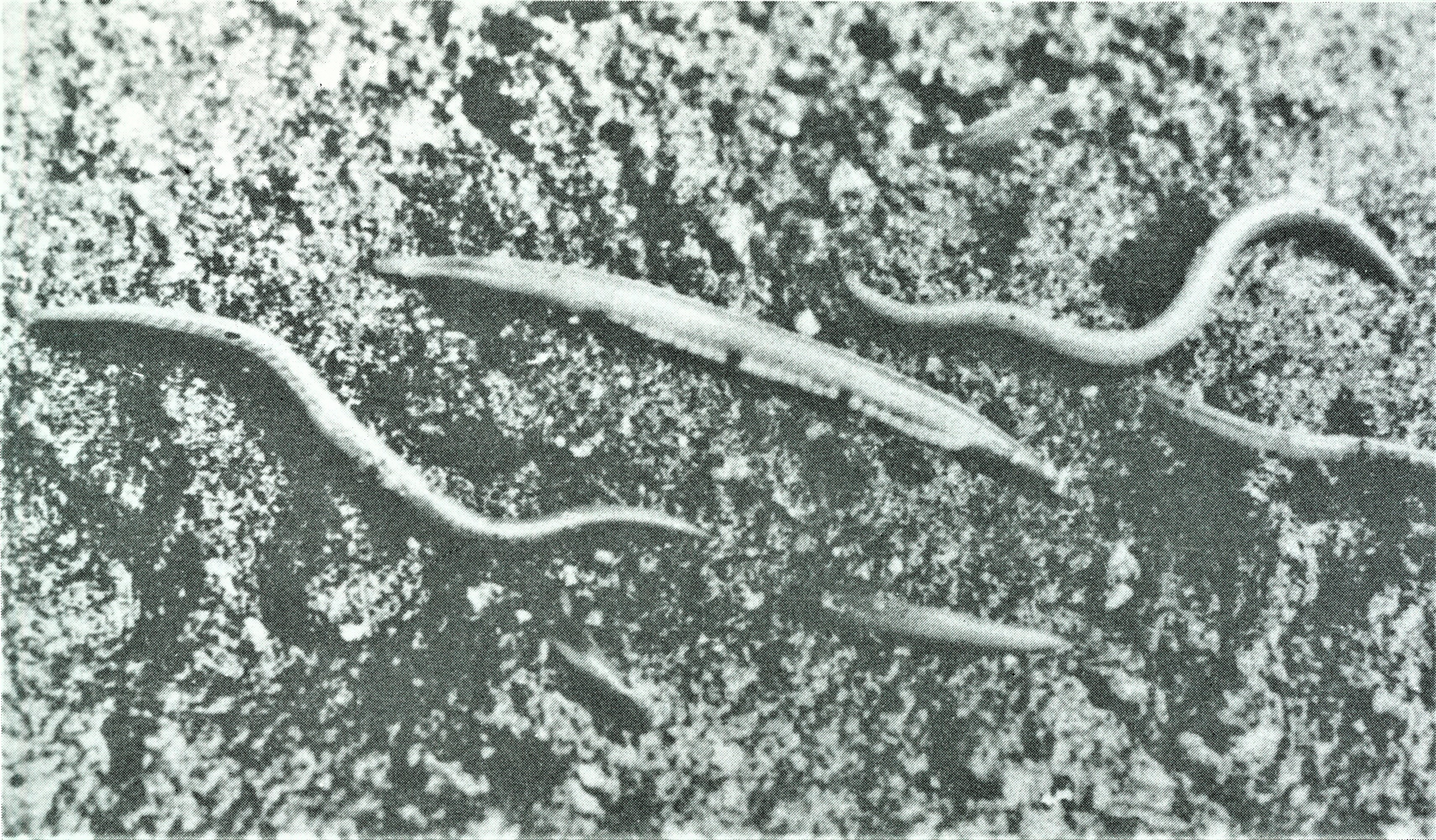
三河大島で撮影されたナメクジウオ。1936年（昭和11年）ごろの撮影と推察されている。
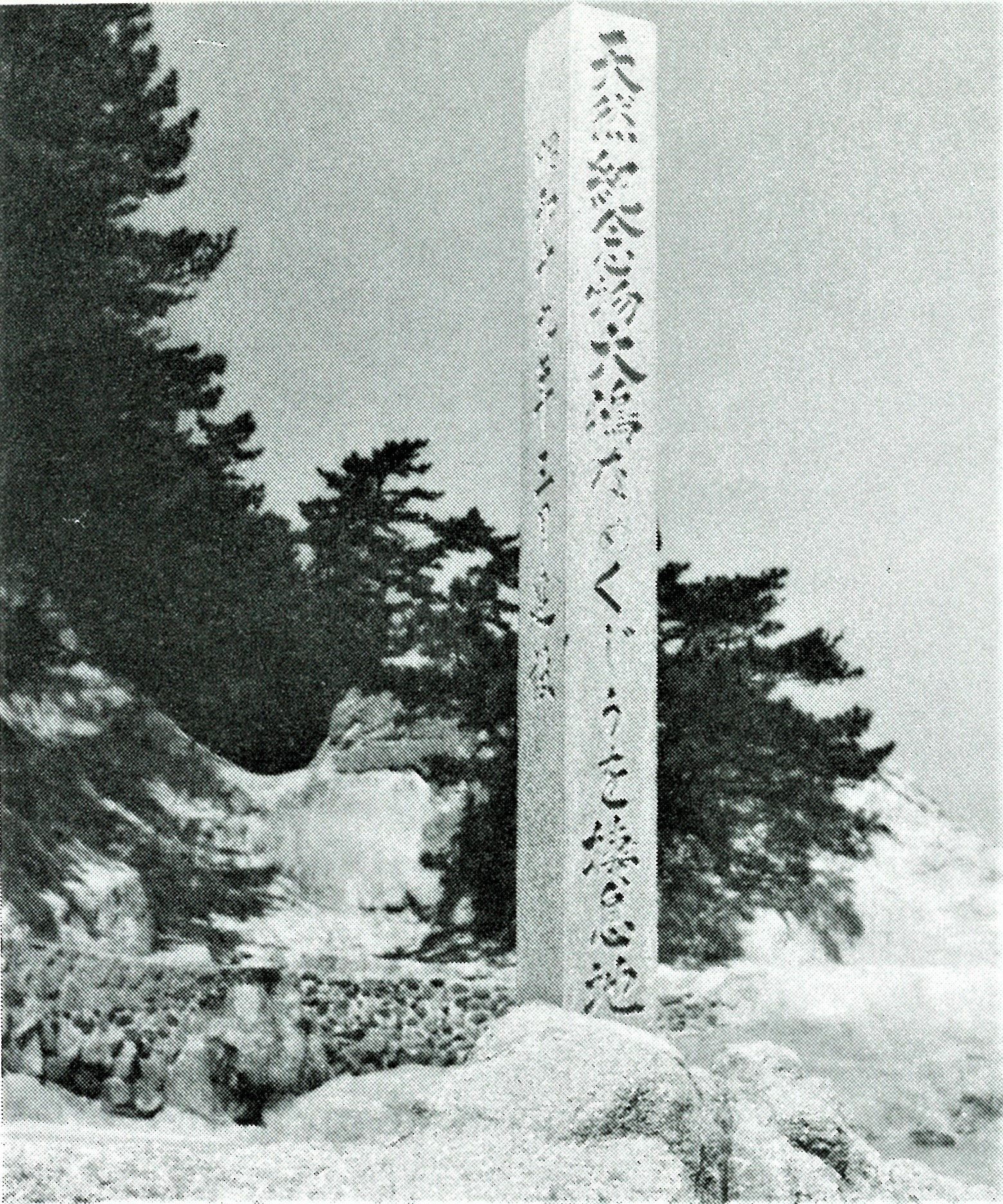
指定から約3年後の1944年（昭和19年）3月の建設直後に撮影された天然記念物指定石碑。今日では基部は砂に埋もれている。
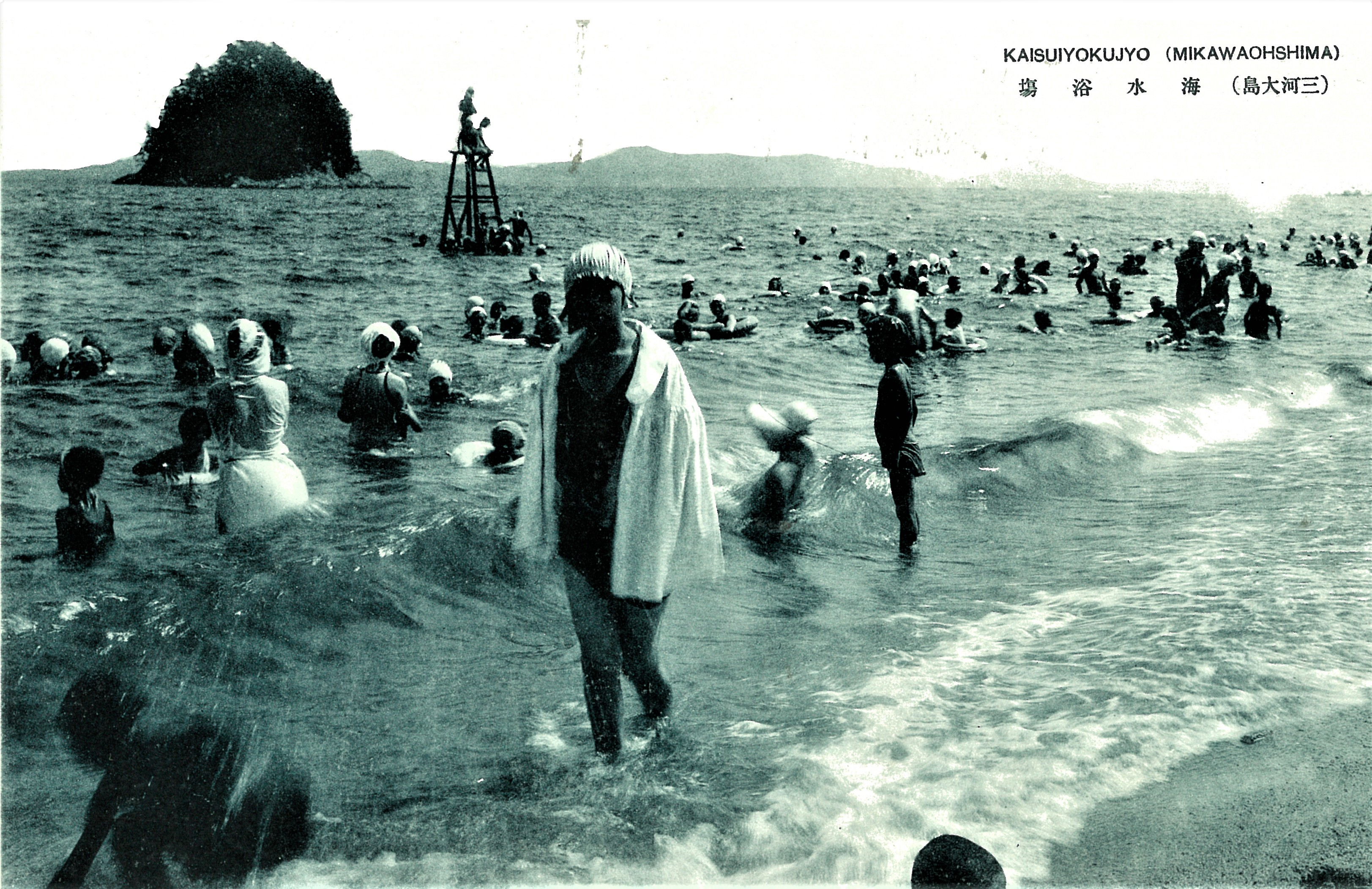
昭和初期頃の三河大島東浜（現、サンライズビーチ）の絵葉書。

### 指定後の生息状況
天然記念物指定から約4年半後の日本の敗戦により、三河大島は連合国軍による占領統治により接収されたが、蒲郡市教育委員会の記録によれば、占領統治下の1949年（昭和24年）に名古屋大学生物学教室が100匹以上のナメクジウオを三河大島で採集した記録が残されている。日本の主権回復後の1956年（昭和31年）には豊橋在住の大平司教諭が、ごく短時間のうちに2匹を採集している。大平は後の蒲郡市立蒲郡中学校校長で、この時から約60年後の85歳になった2016年（平成28年）に、蒲郡市文化財愛護推進委員会が開催した、三河大島でのナメクジウオ生育調査の班長も努めている。
1957年（昭和32年）に蒲郡市へ行幸した昭和天皇は、蒲郡市職員が三河大島で採集したナメクジウオの標本（個体数不明）を見学した。このように1960年頃までは、採集しようと思えば捕獲が可能であったと推察される。

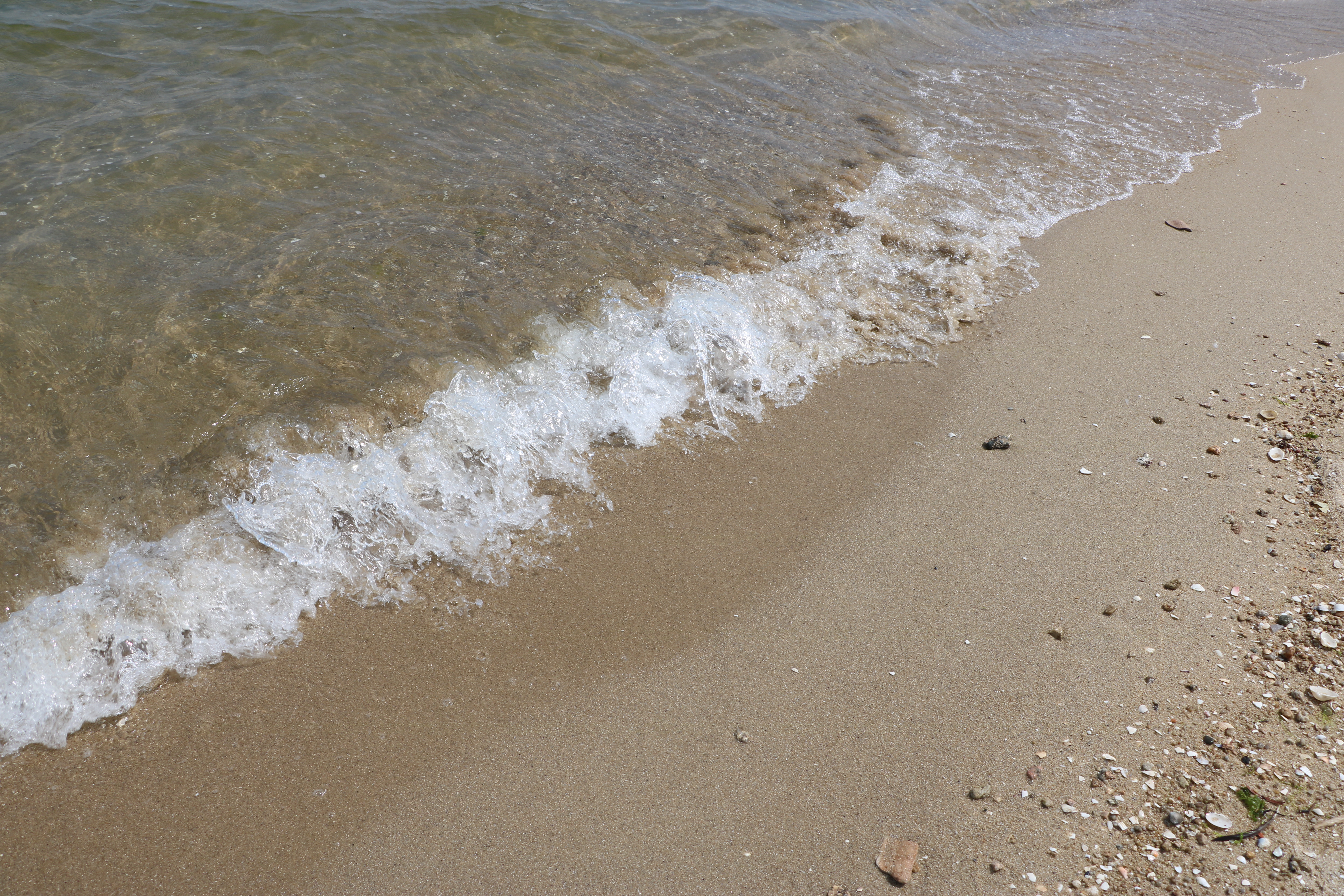
生息地指定範囲にあたる、三河大島東海岸の波打ち際の砂礫。2022年8月8日撮影。

しかし、1966年（昭和41年）8月に前述の大平教諭と後の豊田市立高橋中学校校長の梅村錞二教諭の2人が探索したときには発見できず、翌1967年（昭和42年）に愛知県教育委員会が実施した天然記念物緊急調査でも、三河大島でのナメクジウオは1匹も発見できなかった。危機感を持った蒲郡市は蒲郡市教育委員会により1968年（昭和43年）から2か年にわたり大掛かりな生息調査が行われた。
蒲郡市教育委員会が生息調査を委嘱したのは、愛知県内の主に中学校高等学校の生物学に携わる教員や、蒲郡市立水族館（蒲郡市立竹島水族館）の竹内孝助であったが、調査直前の1968年（昭和43年）3月（日付不詳）と5月1日に1匹ずつ、竹内は三河大島でナメクジウオを採集していた。結果的にこの時の採集が三河大島におけるナメクジウオ生息の現時点で最後の確認となっている。3月某日の採集場所は島東北部の桟橋西側、天然記念物指定石碑付近の潮間帯で天然記念物指定域内であるが、5月1日の採集場所は天然記念物指定域外にあたる島の北西部であった。
調査は同年6月9日、6月23日、12月8日の3回、主に指定域内の砂礫底を、スコップを使って60 cm ほど掘り下げ調査を行い、翌1969年（昭和44年）は5月3日、5月5日、5月20日、5月21日、5月31日の延べ5日間にわたり、調査範囲を三河大島海岸線全域に広げ、スコップだけでなく地引き網を使い行われた。さらにマンガ漁具、採泥機などを使って沖合数百メートルの海底19か所を調査し、さらに島全域の潮だまり、それに加え豊橋の潜水協会による夜間潜水による調査等<、徹底的に調査が行われ、多くの海産生物の生息が確認記録されたものの、ナメクジウオの生息は確認することができなかった。
2か年におよぶ詳細な調査結果は蒲郡市教育委員会によって『三河大島ナメクジウオ生育調査報告書』として、1970年（昭和45年）12月にまとめられた。この報告書の「おわりに」とする最後の節では今回の調査を振り返り、残念ながら生息の確認は出来なかったものの、1969年（昭和44年）11月に三河大島西方の三河湾内、幡豆郡一色町（現、西尾市）の沖合約5 km（キロメートル）の地点で、愛知県水産試験場の採泥機により体長1 cm ほどのナメクジウオが採集されていることなどから、生息数は極めて減少しているものの、三河湾内での生息が確認されている以上、天然記念物指定地で絶滅したと断言することは出来ないとしている。

### 底質環境変化による生息数の激減

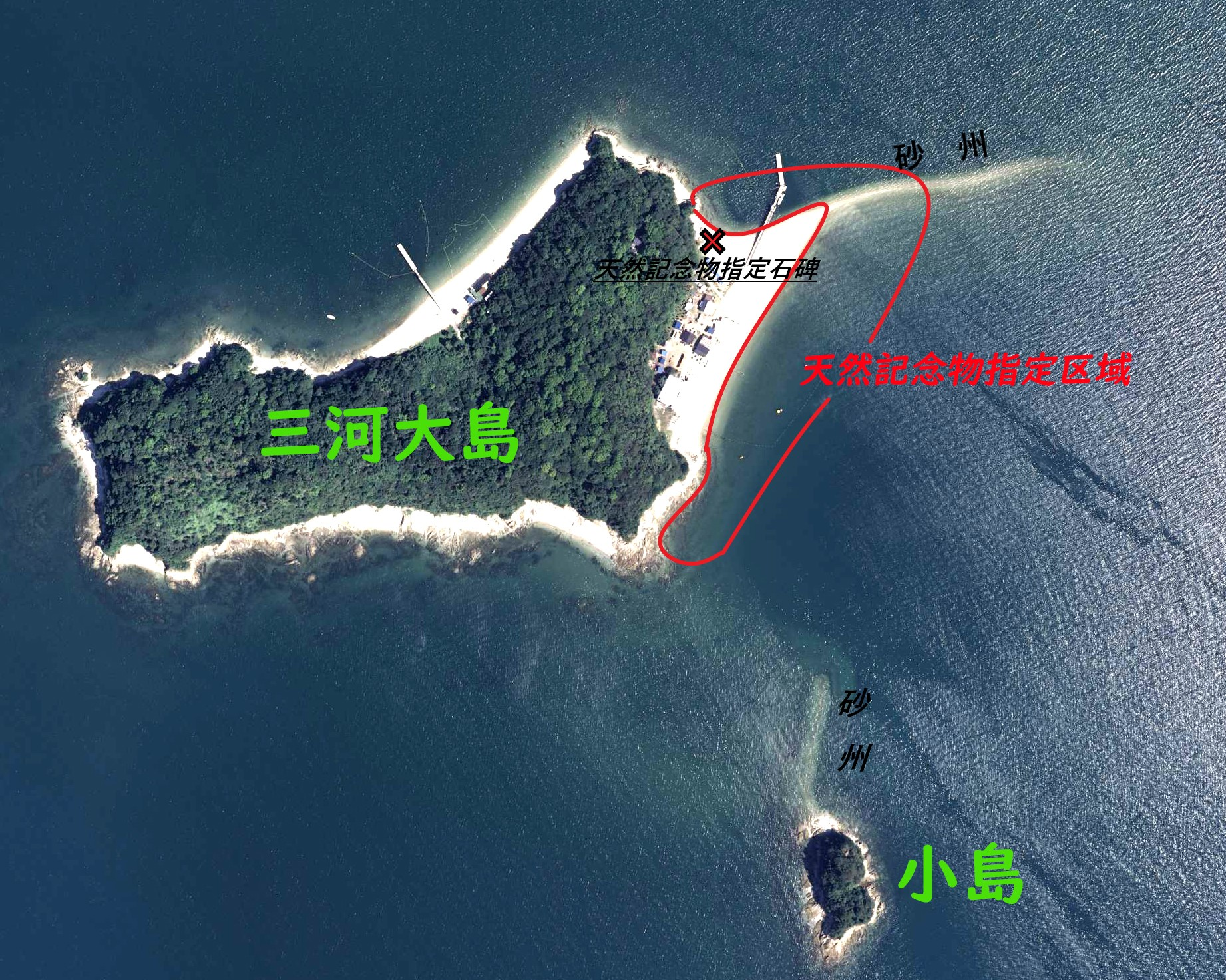
大嶋ナメクジウオ生息地周辺の空中写真。
指定範囲の概略を赤色の線で示した。
蒲郡市教育委員会『三河大島ナメクジウオ生育調査報告書』P.5の図4より作成。
。（2010年8月18日撮影の画像を使用作成）

その後も三河大島では断続的にナメクジウオ生息調査が行われ、1980年（昭和55年）と1982年（昭和57年）には蒲郡市文化財愛護推進委員会が、1987年（昭和62年）には再度、蒲郡市教育委員会による調査が行われたが、いずれの調査でもナメクジウオの生息は確認が出来なかった。
先述の1970年（昭和45年）の報告書によれば、指定地の潮間帯は、ホトトギスガイやムラサキイガイの幼貝などが砂底にぎっしりと敷きつめられたように並んで、底面は硬く締まっていたと報告されており、1987年（昭和62年）に三河大島周辺の底質調査を委嘱された三洋水路測量の報告書でも、底質環境はさらに悪化していた。
ナメクジウオを研究する名古屋大学助教授（当時）の西川輝昭は、このような底質ではナメクジウオの生活様式から考え、生存は困難であるとし、底質環境悪化の要因として、1959年（昭和34年）の伊勢湾台風や、1960年代の東三河臨海工業地帯構想による埋め立てと航路確保のための海底浚渫工事の影響を指摘している。
三河大島以外の三河湾内や愛知県沿岸部での生息は散発的に確認されており、1995年（平成7年）に三河湾口に近い日間賀島の南側の沖合で1個体が、2000年（平成11年）には知多半島南部の知多郡南知多町内海の沖合伊勢湾の水深3 m から8 m の水底から複数の個体が生育しているのが確認されている。なお、湾内ではないが渥美半島南岸沖合の遠州灘では多くの個体が採集されているものの、三河大島の指定地のような水深の浅い場所（潮間帯）での生息確認は困難な状況になっている。
潮間帯での確認例として近年では2016年（平成25年）5月8日、渥美半島先端部の伊良湖岬北側の海岸線、西ノ浜の潮間帯で、豊橋市自然史博物館の西浩孝によりナメクジウオが採集された。当日は大潮の日にあたり、西は干潮の時間帯にスコップにより掘り返したところ、体長3.92 cm のナメクジウオ（ヒガシナメクジウオ）1匹を発見し採集した。水深の浅い潮間帯での生息確認は貴重であり、採集された個体は標本にされて同博物館で保管されている。
天然記念物に指定された三河大島のある蒲郡市では、不定期ではあるが島での生息調査を継続しており、2011年（平成23年）8月17日には日本生物教育学会により、一般の参加者も含む47名によって三河大島の指定区域海域の探索が行われた。この調査は蒲郡市生命の海科学館、蒲郡市博物館、竹島水族館が共同実施し、ドレッジ採泥器を使用して調査されたが、生息の確認には至らなかった。当日は地元テレビ局や新聞社による取材、原索動物研究者の安井金也によるナメクジウオについての一般向け講義が開催されるなど、三河大島のナメクジウオに対する一般への関心や周知が図られた。
先述した1956年（昭和31年）に三河大島で2匹を採集した大平司は、85歳になった2016年（平成28年）7月5日、蒲郡市文化財愛護推進委員会が開催した、三河大島でのナメクジウオ生育調査の班長を務めた。残念ながら発見されなかったものの、前回の調査時よりも水質が改善していることから、地元では今後の再発見に期待を寄せている。

## 交通アクセス
所在地
- 愛知県蒲郡市三谷町三河大島。

交通
- 無人島のため定期的な公共交通機関はないが、夏季の海水浴シーズン中のみ、航路が運航される。
  - JR東海道本線・名鉄蒲郡線 蒲郡駅から徒歩約15分、または蒲郡駅前より名鉄バス三河大塚駅方面乗車約5分、竹島園地バス停下車。
  - 東名高速道路音羽蒲郡インターチェンジより車で約15分。
    - 蒲郡観光汽船（伊藤造船）で片道約15分（夏季のみ）。